# Albert Champagne
Albert Champagne (5 juin 1866 - 12 octobre 1937) était un éleveur, l'hôtelier et homme politique fransaskois. Il a représenté la circonscription des Battleford à l'Assemblée Législative de la Saskatchewan de 1905 à 1908 et à la Chambre des Communes du Canada de 1908 à 1917 pour le parti Libéral.
Il est né à Ottawa en 1866. Il fut apprenti tailleur avant de s'inscrire dans le Police Montée du Nord-Ouest en 1885. En 1895, il quitta la police et acheta un grand ranch près de Battleford, en Saskatchewan. Plus tard, il a vendu le ranch et a acheta un hôtel à Battleford, puis un deuxième hôtel quelques années plus tard. Il a également été impliqué dans le commerce de chevaux. En 1904, Champagne est devenu le premier maire de Battleford. 
Il est décédé à Ottawa en 1937.
Champagne a été le premier francophone député de Battleford à l'Assemblée Législative de la Saskatchewan, et le seul député de francophone de l'ouest canadien au cours de son mandat à la Chambre des Communes.
Son frère Napoléon fut député d'Ottawa-Est à l'Assemblée Législative de l'Ontario, et maire d'Ottawa.